# Oratorio di Sant'Eufròsino
L'oratorio di Sant'Eufròsino si trova a Panzano in Chianti, una frazione di Greve in Chianti, in provincia di Firenze, diocesi di Fiesole. Venne descritto dalla giornalista e scrittrice fiorentina Oriana Fallaci, nel suo romanzo postumo Un cappello pieno di ciliege.

## Sant'Eufrosino e storia dell'oratorio

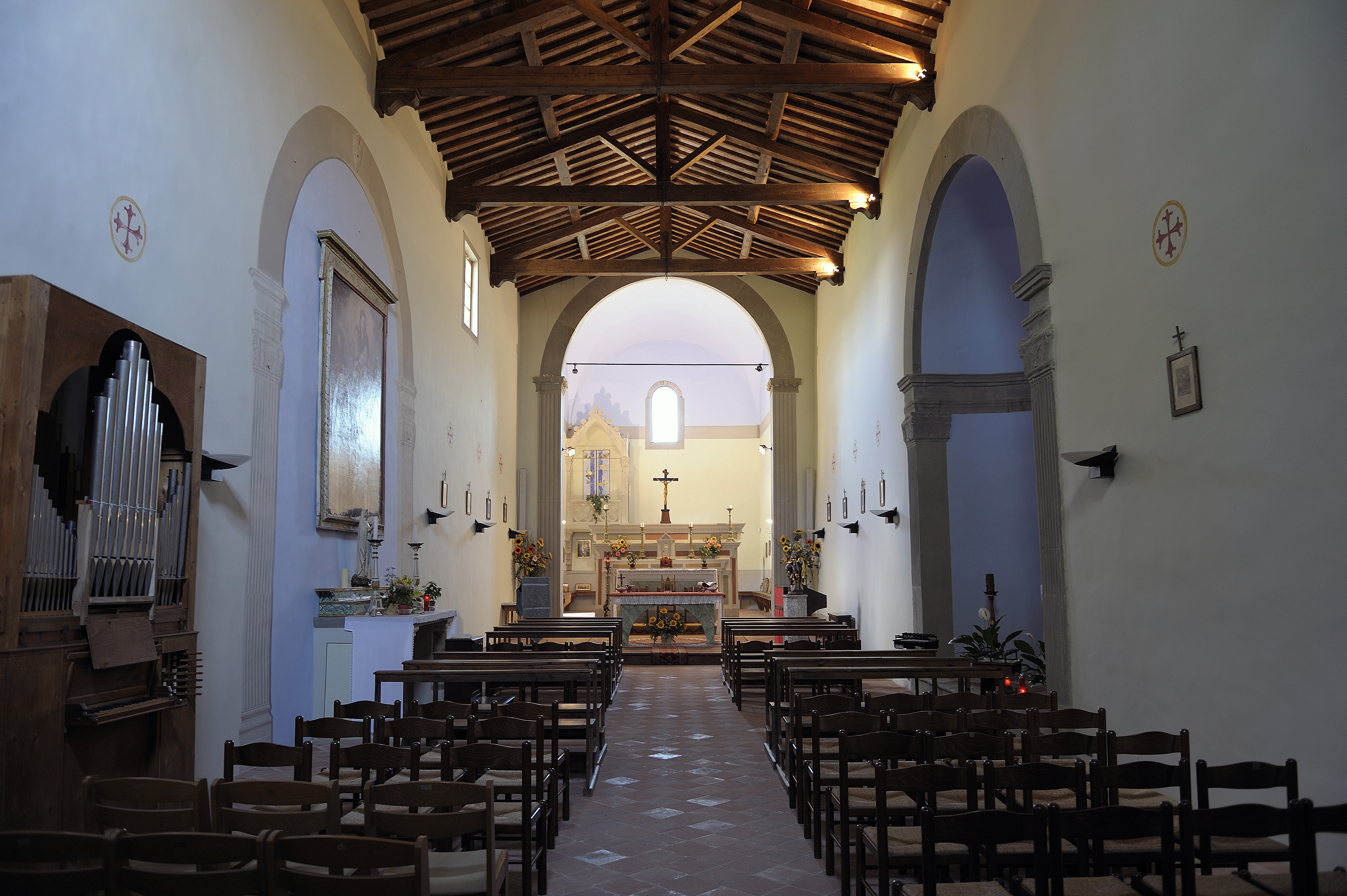
Interno

Sant'Eufrosino, originario della Cappadocia, fu uno degli evangelizzatori del Chianti, tanto che nel territorio chiantigiano vennero edificati due luoghi di culto a lui intitolati, uno è il presente mentre l'altro è la Commenda di Sant'Eufrosino a Volpaia nel comune di Radda in Chianti. La tradizione vuole che nei pressi di Panzano abbia trovato la morte e nel luogo della sua sepoltura fu costruito un oratorio, meta di pellegrinaggi legati al culto di una sorgente dotata di poteri taumaturgici, il Fontino di Sant'Eufrosino, costituito da due colonne in muratura che sostengono un architrave in arenaria. All'interno di questa specie di tempietto c'era la sorgente sopra la quale si trovava il busto del Santo e il tempietto era coperto con una cuspide a pinnacolo.
Le prime notizie dell'oratorio di Sant'Eufrosino si hanno in una bolla dell'11 marzo 1102 di Pasquale II al vescovo di Fiesole Giovanni.
L'attuale edificio risale a non prima del 1441, quando trovandosi a Firenze il papa Eugenio IV venne emanata una speciale indulgenza a chi avesse fatto una donazione per la costruzione dell'oratorio. Ma dovette trattarsi di una ricostruzione in quanto nell'attuale edificio sono conservati, sotto il portico, dei resti di filaretto nella parte iniziale della parete destra, resti che appartengono ad un edificio di dimensioni più modeste, forse proprio l'edificio ricordato nel documento del XII secolo.
Nel 1514 (circa), l'oratorio e la pieve di San Leolino accrebbero il patrimonio dell'ospedale di Santa Maria Nuova di Firenze e nel 1565 fu realizzato un cabreo, inventario delle proprietà dell'ospedale, il Campione delle Piante delle possessioni dello Spedale di S. Maria Nuova. In una di queste mappe è rappresentato il Podere di Sant'Eufrosino di sopra, con i confini, le annotazioni e tre edifici: la Cappella, la Casa del lavoratore, l'Oratorio di San Frosino.
Nel 1852 nacque un'associazione che aveva per scopo la diffusione del culto di Sant'Eufrosino con immagini stampate, raffiguranti il Santo, corredate da preghiere di intercessione.

## Descrizione

### Oratorio

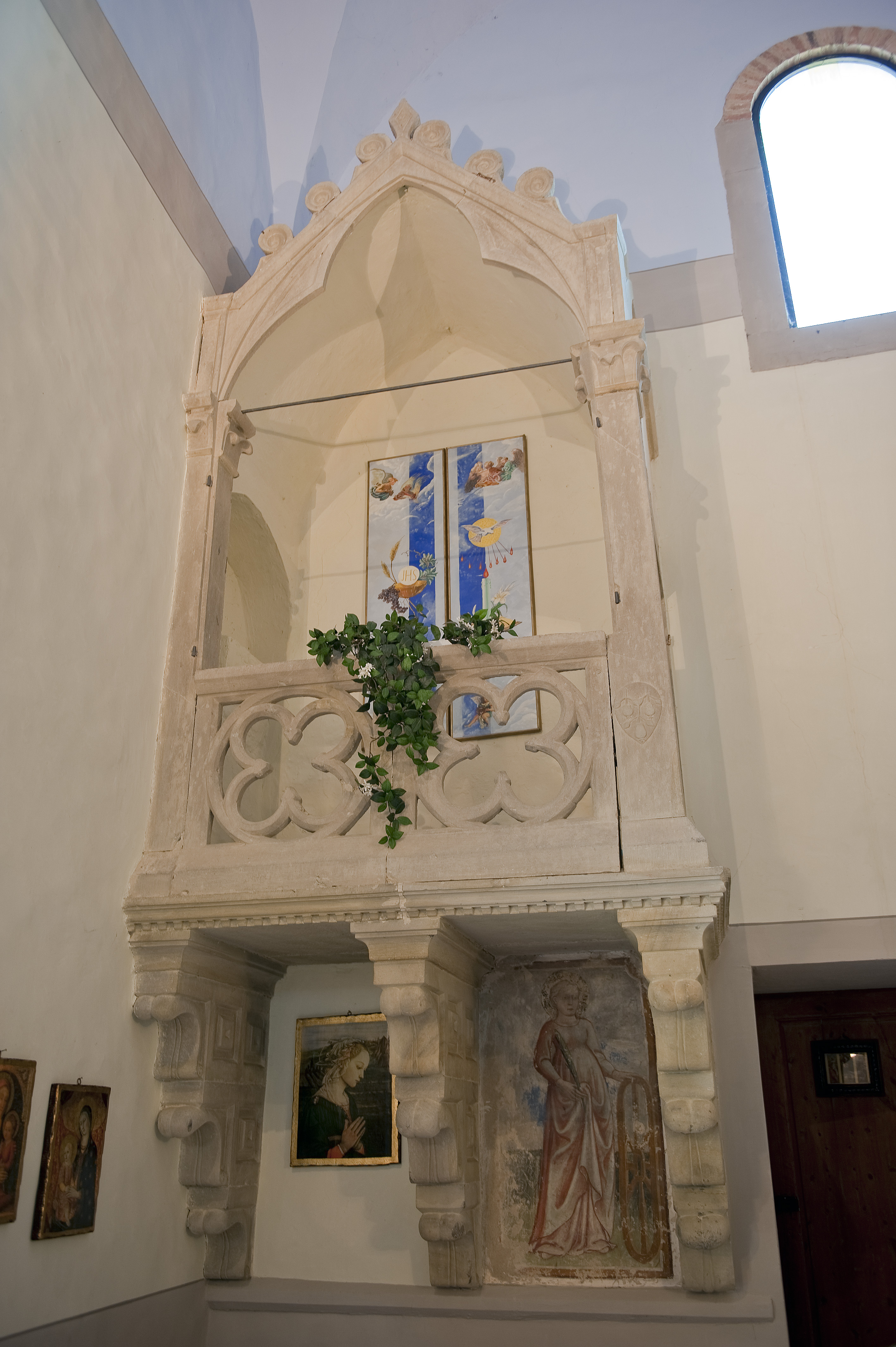
Edicola gotica

L'oratorio presenta una struttura risalente al XV secolo, con tetto a capanna voltato a crociera ed unica navata chiusa da una scarsella. Il portico in facciata e sul lato destro venne aggiunto nel XVII secolo mente all'interno si fecero dei restauri che mutarono il volto alla chiesa, furono ricostruiti gli altari e venne costruita una grande nicchia per ospitare la statua in gesso policromo raffigurante Sant'Eufrosino e un piccolo reliquiario. Un grande arco trasversale con capitelli in pietra serena scolpita a fogliami divide la navata dal presbiterio. Nella parete di fondo del presbiterio è collocato il pezzo di maggior prestigio artistico dell'oratorio. Si tratta di un ambone gotico a forma di edicola, posto all'angolo sinistro della parete di fondo del presbiterio e che in origine doveva ospitare le reliquie del santo. L'edicola è formata da due pilastrini, su cui si imposta un arco trilobato dentro a una cuspide decorata con foglie rampanti e in basso vi sono due formelle traforate con quadrilobi; sulle mensole vi è lo stemma dei Peruzzi, forse i committenti dell'opera. Probabilmente questo ambone è stato recuperato da una chiesa fiorentina e donato dai Peruzzi all'epoca dell'ampliamento della struttura

### Cappella
Nel piazzale retrostante l'oratorio vi è una piccola cappella che la tradizione dice sia stata eretta a ricordo di un miracolo del Santo, che in quel punto abbia fatto scaturire una polla d'acqua. All'interno custodisce un altare in pietra serena del XII secolo, oltre a tracce di affreschi quattrocenteschi.
Vi è anche l'apertura di un pozzo, le cui acque pare avessero qualità terapeutiche.

### Fontino
Vicino all'oratorio vi è il cosiddetto Fontino di Sant'Eufrosino. Si tratta di una sorgente della quale Sant'Eufrosino si sarebbe servito durante la sua vita. Sopra la fonte è stato costruito un piccolo sacello sorretto da quattro colonne; all'interno sono conservati ex voto.